# Pugatschowski rajon
Der Pugatschowski rajon (russisch Пугачёвский район) ist ein Rajon in der russischen Oblast Saratow. Das Verwaltungszentrum ist die Stadt Pugatschow.

## Geographie

### Geographische Lage
Der Pugatschowski rajon liegt im nordöstlichen Teil der Oblast Saratow, etwa 250 Kilometer östlich der Stadt Saratow. Der Rajon befindet sich östlich der Wolga in der Steppe am westlichen Ende der Kaspischen Senke und wird von dem Großen Irgis durchquert.

### Nachbargemeinden
| Duchownizki rajon | Iwantejewski rajon      |                   |
| Balakowski rajon  |                         | Pereljubski rajon |
| Balakowski rajon  | Krasnopartisanski rajon | Osinski rajon     |

## Gliederung
Der Rajon gliedert sich in die Stadtgemeinde Pugatschow und neun Landgemeinden mit insgesamt 64 Ortschaften. Die größten Siedlungen sind(Stand: 2006):
- Pugatschow 44.154 Einwohner (Verwaltungszentrum)
- Berjosowka (Берёзово) 1285 Einwohner
- Dawdowo (Давыдовка) 1430 Einwohner
- Sawolschskij (Заволжский) 2770 Einwohner
- Klinzowka (Клинцовка) 1070 Einwohner
- Alt Porubeschka (Старая Порубежка) 1470 Einwohner
- Uspenka (Успенка) 1020 Einwohner